# جکی جملوس
جکی جملوس (انگلیسی: Jacki Gemelos؛ زادهٔ ۲۲ نوامبر ۱۹۸۸) بازیکن بسکتبال اهل ایالات متحده آمریکا است.
وی در مسابقات کشوری و بین‌المللی در مجموع برندهٔ ۱ مدال طلا شده‌است.